# 東妮·伽姆
托妮·加恩（德語：Toni Garrn；1992年7月7日—），德國超級名模。她是高級時裝品牌Calvin Klein、Hugo Boss、Ports 1961的代言人。她也是維多利亞的秘密的模特兒。加恩上過VOGUE、Elle及Numero等雜誌封面，也有參與Calvin Klein、Ellie Saab等著名時裝及奢侈品的時裝展。